# マリカ・クントーン
マリカ・クントーン（Malika Kanthong、女性、1987年1月8日 - ）は、タイ王国の女子バレーボール選手。ポジションはオポジット。タイ王国代表。テレビではマイカと表記される。

## 来歴
2006年、タイ代表に初選出される。同年のワールドグランプリで代表デビューした。同年のアジア競技大会では4位になった。
2007年、地元で開催されたアジア選手権では銅メダルを獲得した。同年11月に行われたワールドカップ、翌年の2008年北京オリンピック世界最終予選に出場した。
2009年のアジア選手権では金メダル獲得の原動力となった。同年のグラチャン、世界選手権などにも出場した。
2012年のワールドグランプリでは4位となった。同年9月のアジアカップで優勝を果たした。
2013年、アジア選手権で2大会ぶりの金メダルを獲得した。

## 球歴
- 世界選手権 - 2010年（13位）
- ワールドカップ - 2007年（10位）
- アジア選手権 - 2007年（3位）、2009年（優勝）、2011年（4位）、2013年（優勝）
- アジア競技大会 - 2006年（4位）、2010年（5位）
- アジアカップ - 2008年（3位）、2010年（2位）、2012年（優勝）
- ワールドグランプリ - 2006年（11位）、2008年（11位）、2009年（8位）、2010年（10位）、2011年（6位）、2012年（4位）、2013年（13位）

## 所属クラブ
- Tan Hao （2006-2007年）
- フェーダーブラウ（英語版）（2008-2009年）
- Ereğli Belediye（2009-2010年）
- Fujian Xi Meng Bao（2010-2011年）
- フェーダーブラウ（英語版）（2011-2012年）
- イトゥサチ・バクー （2012-2013年）
- Jakarta Pertamina （2013-2015年）
- ノンタブリー（英語版）（2011-2014年）
- アゼリョル・バクー（2015-2017年）
- シュプリーム（英語版）（2017-2018年）
- ナコンラチャシマ（2018-2019年）
- ダイヤモンドフード（英語版）（2019-2021年）
- シュプリーム（英語版）（2021-）

## 受賞歴
- 2009年 グラチャン - ベストサーバー賞